# Gabriel Altmann
Gabriel Altmann (* 24. Mai 1931 in Poltár, Tschechoslowakische Republik; † 2. März 2020 in Lüdenscheid) war ein Sprachwissenschaftler, der lange Jahre an der Ruhr-Universität Bochum tätig war. Er verbrachte seinen Lebensabend in Lüdenscheid.

## Leben
Nach seiner Schulzeit studierte Gabriel Altmann an der Karls-Universität in Prag Indonesische Linguistik und Japanische Philologie. In den Jahren von 1960 bis 1968 war er am Orientalischen Institut der Slowakischen Akademie der Wissenschaften in Bratislava (Pressburg) tätig. 1964 habilitierte er sich an der Tschechoslowakischen Akademie der Wissenschaften (Habilitationsschrift: Kvantitativne štúdie z indonezistiky – „Quantitative Studien zur Indonesistik“). In den Jahren 1968 und 1969 wirkte er am Institut für Phonetik der Universität Köln, 1970 am Institut für Deutsche Sprache (IDS) in Mannheim. Im gleichen Jahr 1970 hatte er eine Gastprofessur am Sprachwissenschaftlichen Institut der Ruhr-Universität in Bochum inne, wo er nach seiner erneuten Habilitation mit der Arbeit Introduction to Quantitative Phonology (Exemplified on Indonesian) im Jahr 1971 am gleichen Institut bis 1996 als Professor lehrte.

## Arbeitsschwerpunkte
Schwerpunkt in Altmanns Forschung, Lehre und organisatorischer Tätigkeit bildete die Quantitative Linguistik. Dabei galt sein Hauptinteresse der Entwicklung von Hypothesen zu Sprachgesetzen, die aus theoretischen Annahmen abgeleitet, mathematisch formuliert und anschließend empirisch überprüft werden. Eine ganze Reihe von Sprachgesetzen haben durch ihn ihre derzeit geltende Form gefunden, so das Diversifikationsgesetz, das unter anderem nach ihm benannte Menzerath-Altmann-Gesetz und das Piotrowski-Gesetz, um nur einige zu nennen. Ziel dieser Arbeiten ist die Entwicklung einer Sprachtheorie, die auf miteinander kooperierenden Sprachgesetzen beruht; eine solche Sprachtheorie wird im Ansatz in der Linguistischen Synergetik sichtbar.
Neben seiner Forschungsarbeit war Gabriel Altmann wesentlicher Motor der internationalen Organisation der Quantitativen Linguistik und Initiator der Buchreihe Quantitative Linguistics (inzwischen über 60 Bände) sowie der Zeitschriften Journal of Quantitative Linguistics (1994ff.) und Glottometrics (2001ff.) (PDF). Die Entwicklung der Quantitativen Linguistik seit Ende der 1970er Jahre wurde auch international ganz wesentlich von ihm geprägt.

## Werke (in zeitlicher Ordnung)
Die folgende Liste enthält nur Monographien von Gabriel Altmann als Allein- oder Mitautor:
- zusammen mit Werner Lehfeldt: Allgemeine Sprachtypologie. Fink, München 1973. ISBN 3-7705-0938-2
- Statistik für Linguisten. Brockmeyer, Bochum 1980. (2. verbesserte Auflage: Wissenschaftlicher Verlag Trier, Trier 1995. ISBN 3-88476-176-5)
- zusammen mit Werner Lehfeldt: Einführung in die quantitative Phonologie. Brockmeyer, Bochum 1980. ISBN 3-88339-150-6
- Wiederholungen in Texten. Brockmeyer, Bochum 1988. ISBN 3-88339-663-X
- zusammen mit Rolf Hammerl: Diskrete Wahrscheinlichkeitsverteilungen I. Brockmeyer, Bochum 1989. ISBN 3-88339-764-4
- zusammen mit Michael H. Schwibbe: Das Menzerathsche Gesetz in informationsverarbeitenden Systemen. Olms, Hildesheim 1989. ISBN 3-487-09144-5
- zusammen mit Peter Zörnig: Diskrete Wahrscheinlichkeitsverteilungen II. Brockmeyer, Bochum 1992. ISBN 3-88339-981-7
- zusammen mit Gejza Wimmer: Thesaurus of univariate discrete probability distributions. Stamm, Essen 1999. ISBN 3-87773-025-6
- zusammen mit Arne Ziegler: Denotative Textanalyse. Edition Praesens, Wien 2002. ISBN 3-7069-0131-5
- zusammen mit Dariusch Bagheri, Hans Goebl, Reinhard Köhler, Claudia Prün: Einführung in die Quantitative Lexikologie. Peust & Gutschmidt, Göttingen 2002. ISBN 3-933043-09-3
- zusammen mit Gejza Wimmer, Luděk Hřebíček, Slavomír Ondrejovič: Úvod do analýzy textov. Vydavateľstvo Slovenskej Akadémie vied, Bratislava 2003. ISBN 80-224-0756-9
- zusammen mit Vivien Altmann: Erlkönig und Mathematik. http://ubt.opus.hbz-nrw.de/volltexte/2005/325/
- zusammen mit Fengxiang Fan (Hrsg.): Analyses of Script. Properties of Characters and Writing Systems. Mouton de Gruyter, Berlin / New York 2008. ISBN 978-3-11-019641-2 (In diesem Band ist Altmann nicht nur Herausgeber, sondern auch Hauptautor.)
- zusammen mit Udo Strauss und Fengxiang Fan: Problems in Quantitative Linguistics I. RAM-Verlag, Lüdenscheid 2008. ISBN 978-3-9802659-4-2.
- zusammen mit Vivien Altmann: Anleitung zu quantitativen Textanalysen. Methoden und Anwendungen. RAM-Verlag, Lüdenscheid 2008. ISBN 978-3-9802659-5-9.
- zusammen mit Reinhard Köhler: Problems in Quantitative Linguistics 2. RAM-Verlag, Lüdenscheid 2008. ISBN 978-3-9802659-7-3.
- zusammen mit Ioan-Iovitz Popescu und Ján Mačutek: Aspects of Word Formation. RAM-Verlag, Lüdenscheid 2009. ISBN 978-3-9802659-6-6.
- zusammen mit Ioan-Iovitz Popescu und anderen: Word Frequency Studies. Mouton de Gruyter, Berlin/New York 2009. ISBN 978-3-11-021852-7.
- zusammen mit Ioan-Iovitz Popescu und anderen: Vectors and Codes of Text. RAM-Verlag, Lüdenscheid 2010. ISBN 978-3-942303-02-6.
- zusammen mit Arjuna Tuzzi und Ioan-Iovitz Popescu: Quantitative Analysis of Italian Texts. RAM-Verlag, Lüdenscheid 2010. ISBN 978-3-942303-00-2.
- zusammen mit Ioan-Iovitz Popescu und Radek Čapek: The Lambda-structure of Texts. RAM-Verlag, Lüdenscheid 2010. ISBN 978-3-942303-05-7.
- zusammen mit Radek Čech: Problems in Quantitative Linguistics 3. Dedicated to Reinhard Köhler on the occasion of his 60th birthday. RAM-Verlag, Lüdenscheid 2011. ISBN 978-3-942303-08-8.
- zusammen mit Ioan-Iovitz Popescu, Karl-Heinz Best: Unified Modelling of Length in Language. RAM-Verlag, Lüdenscheid 2014, ISBN 978-3-942303-26-2.
- Problems in Quantitative Linguistics 5. RAM-Verlag, Lüdenscheid 2015. ISBN 978-3-942303-33-0.
- zusammen mit Peter Zörnig, Kamil Stachowski, Ioan-Iovitz Popescu, Tayebeh Mosavi Miangah, Ruina Chen: Positional Occurrences in Texts: Weighted Consensus Strings. RAM-Verlag, Lüdenscheid 2018, ISBN 978-3-942303-37-8.
- Unified Modeling of Diversifications in Language. RAM-Verlag, Lüdenscheid 2018, ISBN 978-3-942303-63-7.
- zusammen mit Emmerich Kelih: Problems in Quantitative Linguistics 6. RAM-Verlag, Lüdenscheid 2018, ISBN 978-3-942303-57-6.
- zusammen mit Sergey Andreev, Michal Místecký: Sonnets: Quantitative Inquiries. RAM-Verlag, Lüdenscheid 2018. ISBN 978-3-942303-71-2.

Hinzu kommen viele Arbeiten als Herausgeber sowie Aufsätze und Besprechungen.

## Software und Handbuch
- Altmann-Fitter. Iterative fitting of probability distributions. RAM-Verlag, Lüdenscheid 1997. ISBN 3-9802659-3-5 (Arbeitsmittel zur Prüfung der Gesetzeshypothesen)

## Festschriften und Ähnliches
- Rüdiger Grotjahn, Sebastian Kempgen, Reinhard Köhler, & Werner Lehfeldt (Hrsg.): Viribvs Vnitis. Festschrift für Gabriel Altmann zum 60. Geburtstag. Wissenschaftlicher Verlag Trier, Trier 1991. ISBN 3-88476-007-6 (Enthält außer vielen humorigen Beiträgen von Freunden, Kollegen und Schülern eine Kurzbiographie und ein Schriftenverzeichnis.) Zweite, digitale, Ausgabe Bamberg 2019. ISBN 978-3-86821-797-1. Digitalisat: https://fis.uni-bamberg.de/handle/uniba/45552
- Peter Grzybek, & Reinhard Köhler (eds.): Exact Methods in the Study of Language and Text. Dedicated to Gabriel Altmann on the Occasion of his 75th Birthday. Berlin / New York: Mouton de Gruyter 2007. ISBN 978-3-11-019354-1. (Enthält 67 Beiträge in Dt. und Engl.; im Vorwort eine Kurzbiographie und Würdigung; im Anhang ein Verzeichnis der Schriften von Gabriel Altmann.)
- Reinhard Köhler: Quantitative Syntax Analysis. Dedicated to Gabriel Altmann on the occasion of his 80th birthday. De Gruyter Mouton, Berlin u. a. 2012. ISBN 978-3-11-027292-5.

## Nachruf
- Sergey Andreev, Gejza Wimmer, Emmerich Kelih: Gabriel Altmann (1931-2020). In: Glottometrics 50, 2021, S. 4–8 (PDF Volltext).